# The Other Woman (film 1913 Reliance)
The Other Woman è un cortometraggio muto del 1913. Il nome del regista non viene riportato nei credit del film che, prodotto dalla Reliance Film Company, aveva come interpreti Irene Hunt, George Morgan, Madlaine Traverse.

## Trama
Harry Morton, infatuato dell'attrice Lasca Duran con la quale si è fidanzato, cerca di opporsi al padre che vuole farlo sposare con Mary Clark, una giovane appena uscita dal convento dove ha terminato gli studi. Ma, davanti alla minaccia di venire diseredato, accetta di sposarla. Mary, che è innamoratissima del marito, dopo la luna di miele scopre una lettera di Harry a Lasca, dove lui la ridicolizza definendola una suora. Mary, allora, vuole incontrare la sua rivale per supplicarla di lasciarle in pace Harry. Lasca, giocando incautamente con una pistola, le dice che preferirebbe ucciderlo piuttosto che rompere con lui. Mary cerca di prendere la pistola dell'attrice e, nella lotta, Lasca rimane uccisa. La cameriera, che ha in simpatia Mary, la porta via e la carica su un treno che la riporta a casa dei suoi genitori. Harry venuto a casa dell'amante, viene sorpreso nella sua camera ed è arrestato come responsabile dell'omicidio. L'ultimo giorno del processo, Mary viene a sapere di quello che sta succedendo e, in tribunale, racconta la sua storia riuscendo a fare assolvere il marito. Harry cerca di abbracciarla, ma lei gli si rifiuta, volendo tornare a casa dai genitori. Harry potrà venire solo se sarà lei a chiamarlo. Dopo un paio di mesi, Mary lo chiama. Harry, che adesso è innamorato della moglie, scopre che è diventato padre e, abbracciato alla moglie e al figlio, ottiene il perdono.

## Produzione
Il film fu prodotto dalla Reliance Film Company.

## Distribuzione
Distribuito dalla Mutual, il film - un cortometraggio in una bobina - uscì nelle sale statunitensi il 24 novembre 1913.